# Adolfo Prieto y Álvarez de las Vallinas
Adolfo Prieto y Álvarez de las Vallinas (Sama de Grado, España, 16 de mayo de 1867 - Monterrey, México, 11 de enero de 1945) fue un empresario español que fundó e invirtió en empresas mexicanas.

## Vida financiera

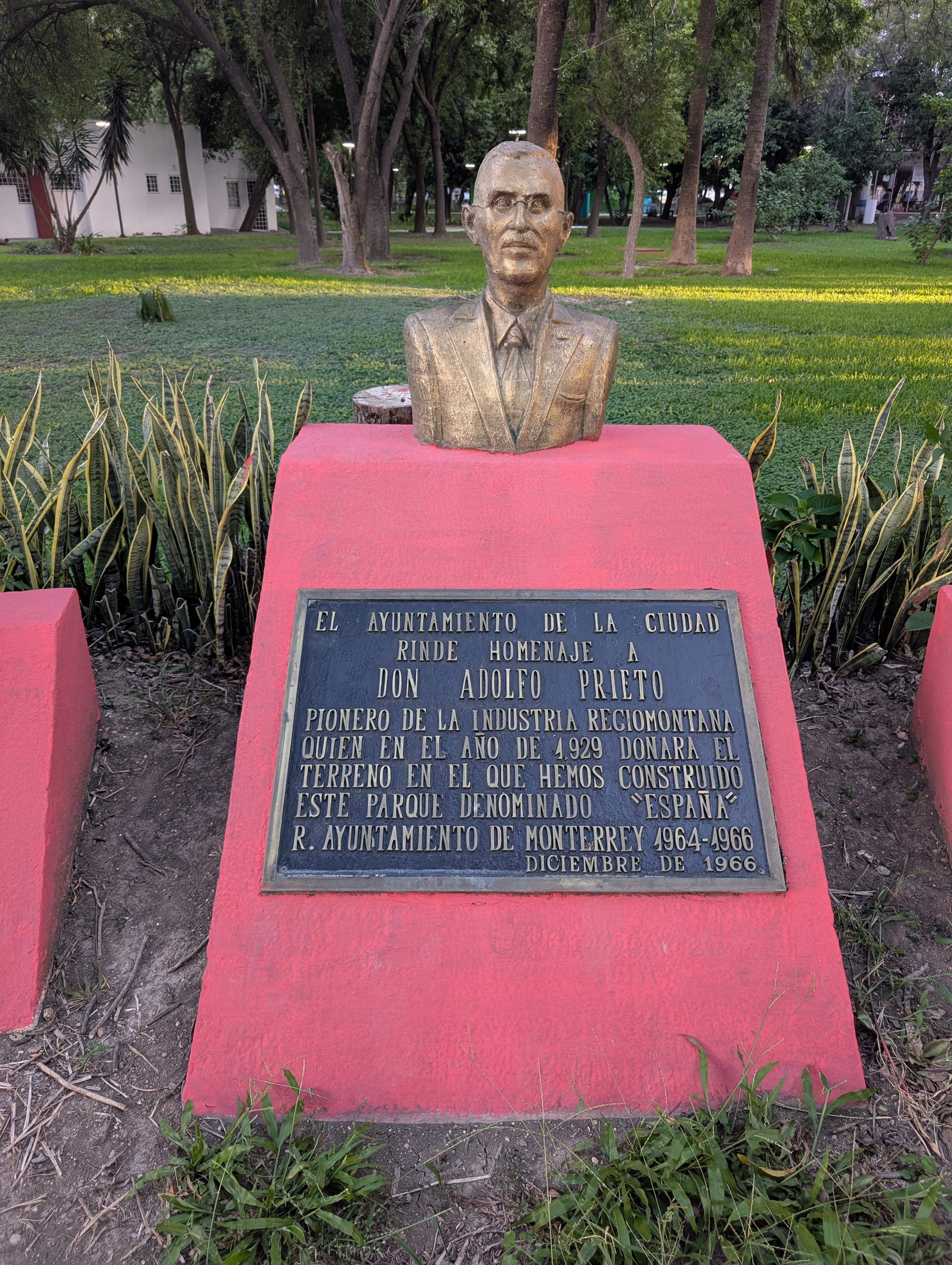
Busto de Adolfo Priero en el Parque España de Monterrey.

Nacido en el palacio de los Álvarez de las Vallinas, dejó sus estudios de Filosofía y letras y se marchó a México donde se convirtió en un poderoso empresario de la industria manufacturera y siderúrgica, allí fue apoderado de la banca Basagoiti. Fundó la sociedad Prieto e Ibáñez, la Fundidora de Fierro y Acero de Monterrey, el Banco Popular de Edificación y Ahorros, la compañía Manufacturera de Lana de San Luis Potosí, El Cerro del Mercado S.A, además fue presidente de la fábrica de hilados y tejidos «La Victoria», así como del Casino Español y miembro del patronato mexicano.

## Vida filantrópica

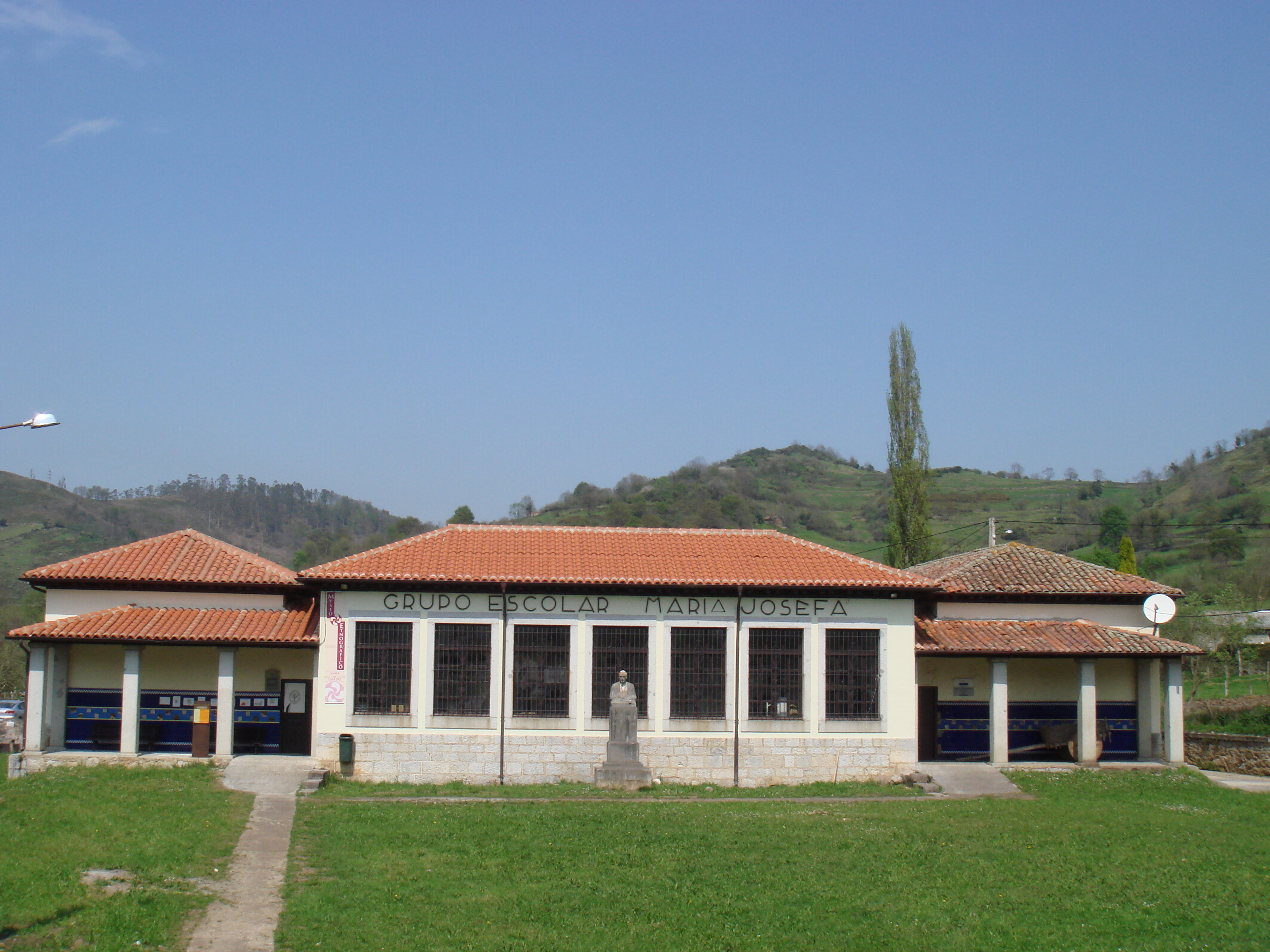
Grupo Escolar María Josefa en Sama de Grado.

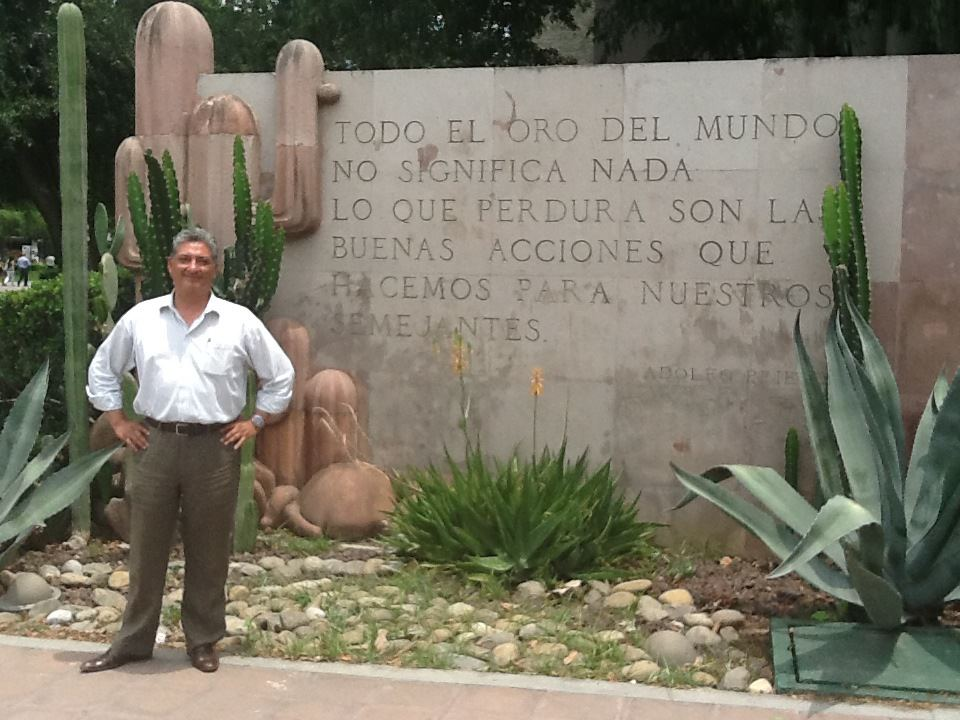
Mural en el Instituto Tecnológico y de Estudios Superiores de Monterrey, Nuevo León, México.

Dedicó gran parte de su vida a proyectos benéficos, construyó escuelas, hospitales y otros centros de beneficencia, destaca la construcción del grupo escolar «María Josefa» en su pueblo natal, y costeándola en su totalidad. El cual encomendó ese legado a la memoria de su hija fallecida María Josefa. Este edificio posee un curioso conjunto de azulejos en los que se enlazan escenas del quijote con sentencias populares.

## Honores
Como agradecimiento sus vecinos construyeron un busto, hecho por el afamado escultor Víctor Hevia Granda.
En el Instituto Tecnológico y de Estudios Superiores de Monterrey, Campus Monterrey, existe un mural que inmortaliza una frase de Don Adolfo Prieto: "Todo el oro del mundo no significa nada. Lo que perdura son las buenas acciones que hacemos para nuestros semejantes".
- Datos: Q5658117
- Multimedia: Adolfo Prieto Álvarez / Q5658117